# باب شرق (فلم)
باب شرق هو فيلم مصري عرض عام 1989، بطولة فريد شوقي وممدوح عبد العليم ومجدي وهبة ووفاء سالم ونبيلة كرم، ومن تأليف وإخراج يوسف أبو سيف.

## قصة الفيلم
يعمل أحمد جلال مع حشمت الشاهد صاحب النفوذ في تجارة المخدرات، يختلفان في إحدى العمليات فيهدده أحمد بمستندات تدينه، يقوم أعوان حشمت بقتل يسري شقيق أحمد وسرقة المستندات، ويتولى وكيل النيابة محمد التحقيق، ولكنه تصدر له الأوامر بحفظ القضية فيشعر بالإحباط.

## طاقم التمثيل
- فريد شوقي: (حشمت الشاهد)
- ممدوح عبد العليم: (الرائد صلاح راشد)
- مجدي وهبة: (محمد طاهر - وكيل النيابة)
- وفاء سالم: (نوال)
- نبيلة كرم: (سناء الصفدي / فتحية مصطفى)
- عبد العزيز مخيون: (الطبيب يحيى)
- فاروق يوسف: (الملحن حسام)
- يوسف فوزي: (محمود / الحوت)
- علي عرابي: (مهرب الساعات)
- أحمد حجازي: (أحمد جلال)
- مطاوع عويس: (مطاوع)
- ضياء الميرغني: (محمود عبد الودود)
- نادية شمس الدين: (أم يحيى)
- حمدي يوسف: (رئيس النيابة)
- سمر إمام: (داليا - طفلة)
- سيد علام: (النقيب كمال عشماوي)
- فايزة عبد الجواد: (من المساجين)
- نعمات عبد الناصر: (لواحظ - من المساجين)
- نبوية السيد: (مربية في المدرسة)
- محمود سامي
- سعيد عدس
- فكري طه

## فريق العمل
- إخراج: يوسف أبو سيف
- تأليف: يوسف أبو سيف
- مدير التصوير: علي خير الله، محمد طاهر
- مونتاج: عادل منير
- موسيقى تصويرية: محمد هلال
- إنتاج: أفلام جلال زهرة
- توزيع داخلي: أفلام إيهاب الليثي
- توزيع خارجي: أفلام فؤاد جمجوم